# Golfo de Taganrog

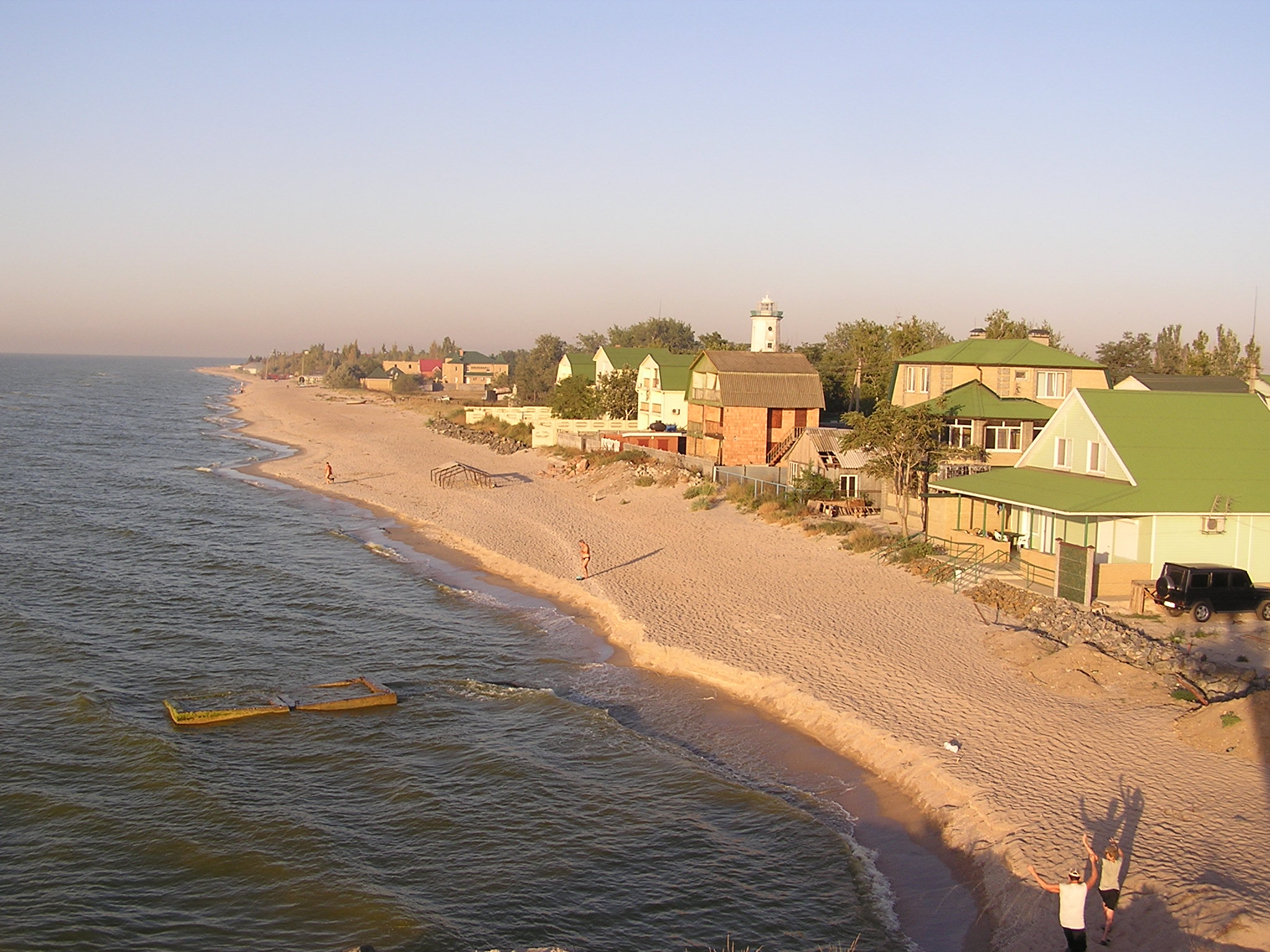
Costa da baía.

O Golfo de Taganrog ou Baía de Taganrog (em russo:  Таганрогский залив) é a parte nordeste do Mar de Azov. No extremo nordeste desagua o rio Don. Tem comprimento de cerca de 140 km, 31 km de largura e 1 m de profundidade média. Fica congelado de Dezembro a Maio.